# Kosso Eloul

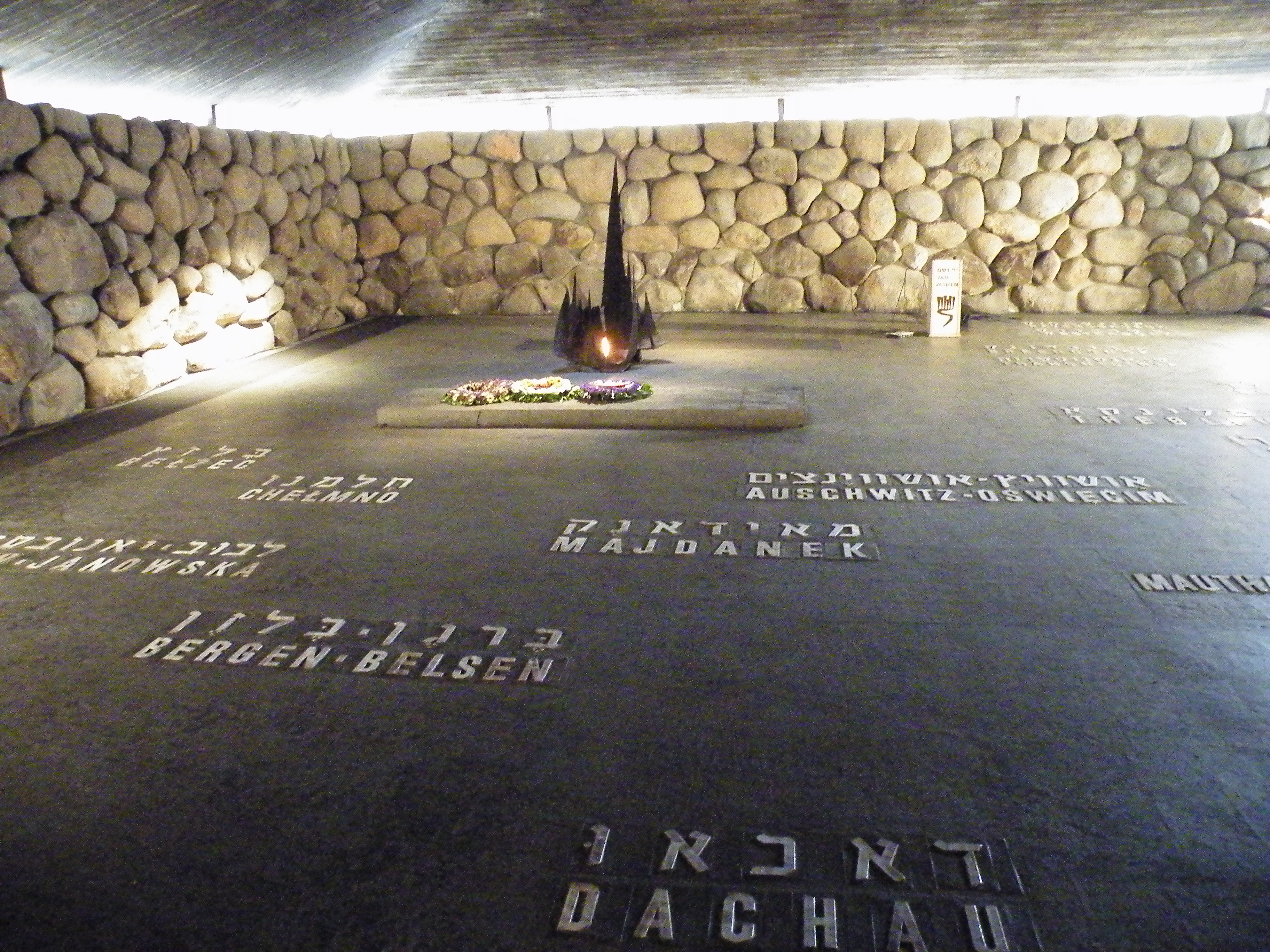
Eternal Flame, Yad Vashem

Kosso Eloul (Moerom, 22 januari 1920 – Toronto, 8 november 1995) was een Israëlisch-Canadese beeldhouwer.

## Leven en werk
Eloul werd geboren in Moerom in de voormalige Sovjet-Unie. De Familie Eloul emigreerde in 1924 naar het Brits Mandaatgebied Palestina en vestigde zich in Tel Aviv. Tot 1938 volgde Eloul een beeldhouwopleiding aan de Bezalel Academy of Art and Design in Jeruzalem. In 1938 vertrok hij naar de Verenigde Staten, waar hij eerst studeerde (bij onder anderen Frank Lloyd Wright) aan het Art Institute of Chicago en tot 1943 bij László Moholy-Nagy aan de Chicago School of Design. In dat jaar verhuisde hij naar Philadelphia. Gedurende 1943 en 1944 nam Eloul dienst bij de Amerikaanse marine. Na de Tweede Wereldoorlog keerde hij terug naar Palestina, waar hij deelnam aan de Arabisch-Israëlische Oorlog van 1948.
Eloul vestigde zich in 1948 in Ramat Gan, waar hij een atelier had. Hij behoorde tot de medeoprichters van de kunstenaarsgroepering New Horizons. In 1951 had hij een eerste solo-expositie in het Tel Aviv Museum of Art. In 1958 vertegenwoordigde hij Israël bij de Biënnale van Venetië. Eloul nam deel aan diverse symposia voor steenbeeldhouwers, onder andere in 1961 in Joegoslavië en in 1962 in de Negev-woestijn in Israël. In 1963 nam hij in Berlijn met onder anderen Herbert Baumann, Erich Reischke en Yasuo Mizui deel aan het Mauersymposion Berlin (Symposion Europäischer Bildhauer van Karl Prantl) en maakte het werk Untitled in Berlin-Tiergarten.
In 1964 verliet Eloul Israël weer en verhuisde naar de Canadese stad Toronto. Van 1965 tot 1966 was hij artist in residence aan de UCLA Long Beach. In 1965 organiseerde hij daar een beeldhouwersymposium, waaraan onder anderen de Nederlanders Joop Beljon en Lucien den Arend deelnamen. Van Kosso Eloul bevinden zich in vele Canadese steden sculpturen in de openbare ruimte. De metaalsculpturen zijn abstract en veelal minimalistisch.

## Enkele werken
- 1950 Abstract, Museum of Art Ein Harod
- 1960 Eternal Flame, Yad Vashem in Jeruzalem
- 1963 Untitled, Mauersymposion Berlin in Berlijn
- 1964 Genesis, Storm King Art Center
- 1968 Dual System, Hebrew Union College Los Angeles
- 1970 Double You, Al Green Sculpture Park in Toronto
- 1972 Alat, Al Green Sculpture Park
- 1973 Time in Kingston
- 1977 Canadac, Irving Zucker Sculpture Garden van de Hamilton Art Gallery in Hamilton
- 1978 Sculptuur in Mexico
- 1979 Toron in Quebec
- 1981 Solstice in Scarborough, Ontario
- 1983 Passages in Guelph
- 1984 Time Capsule in Toronto
- 1994 Sculptuur bij de Canadese ambassade in Peking

## Fotogalerij

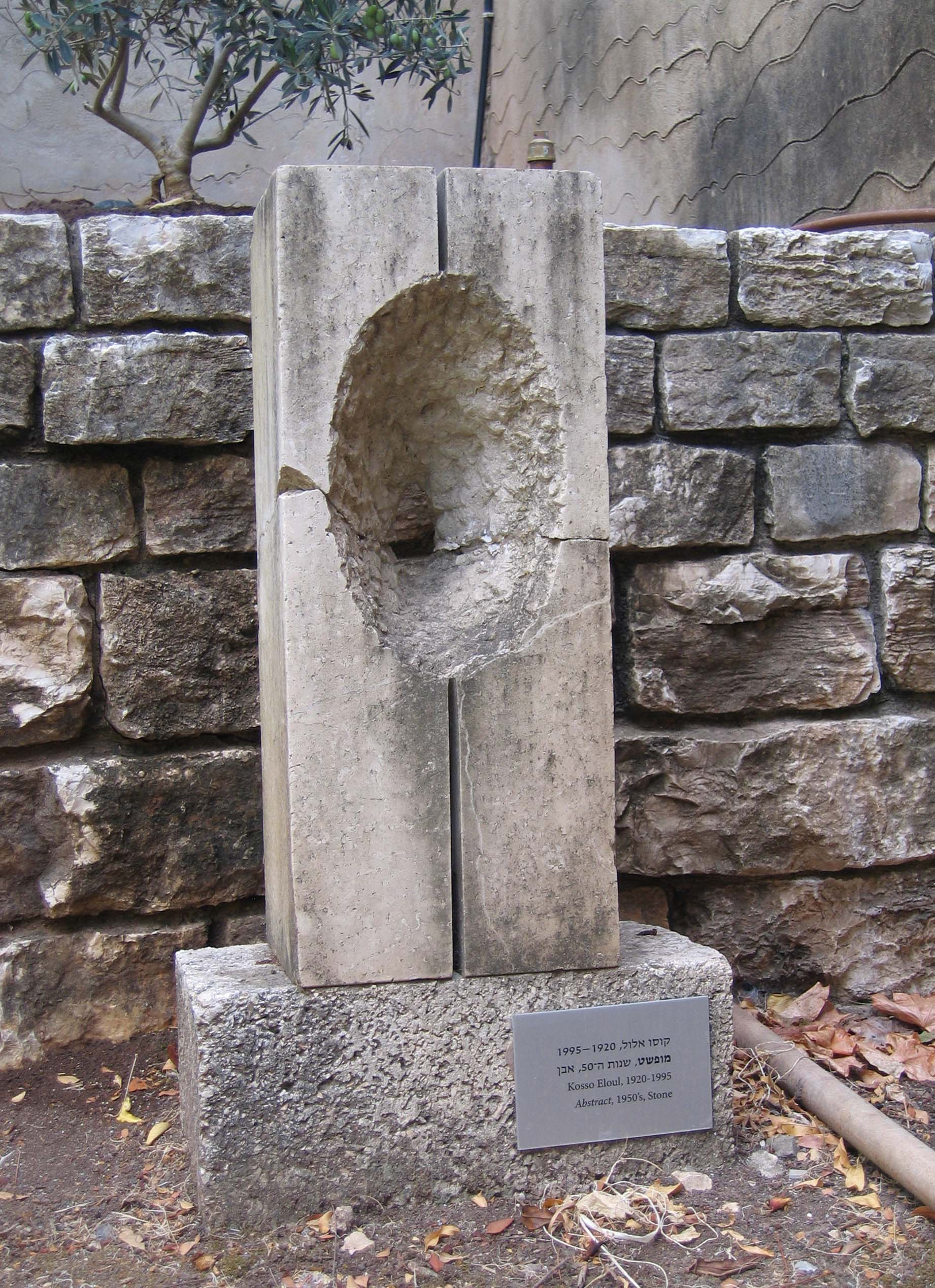
Abstract (1950)
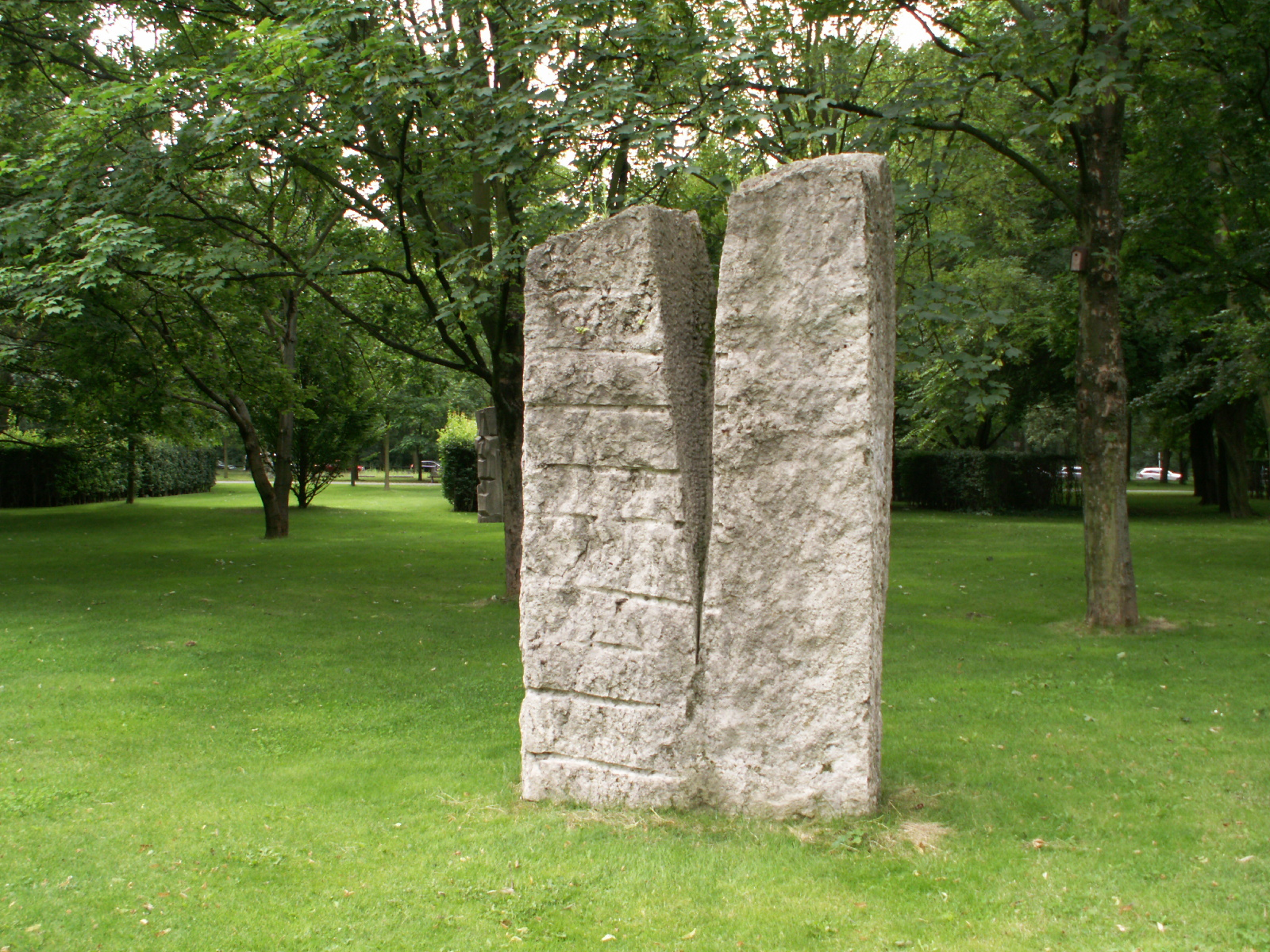
Untitled (1963), Berlijn
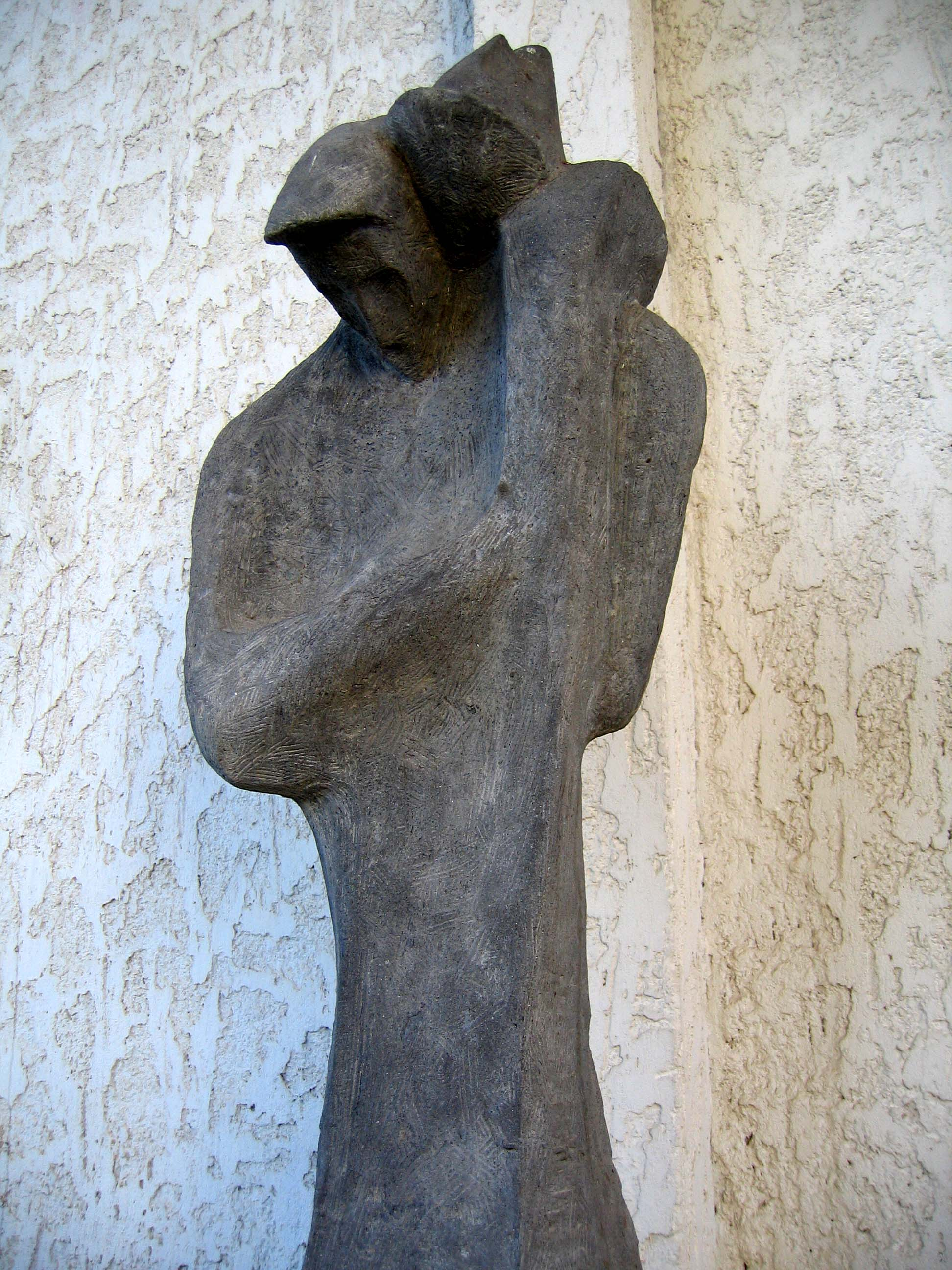
Never been separated from, Petach Tikva Museum of Art
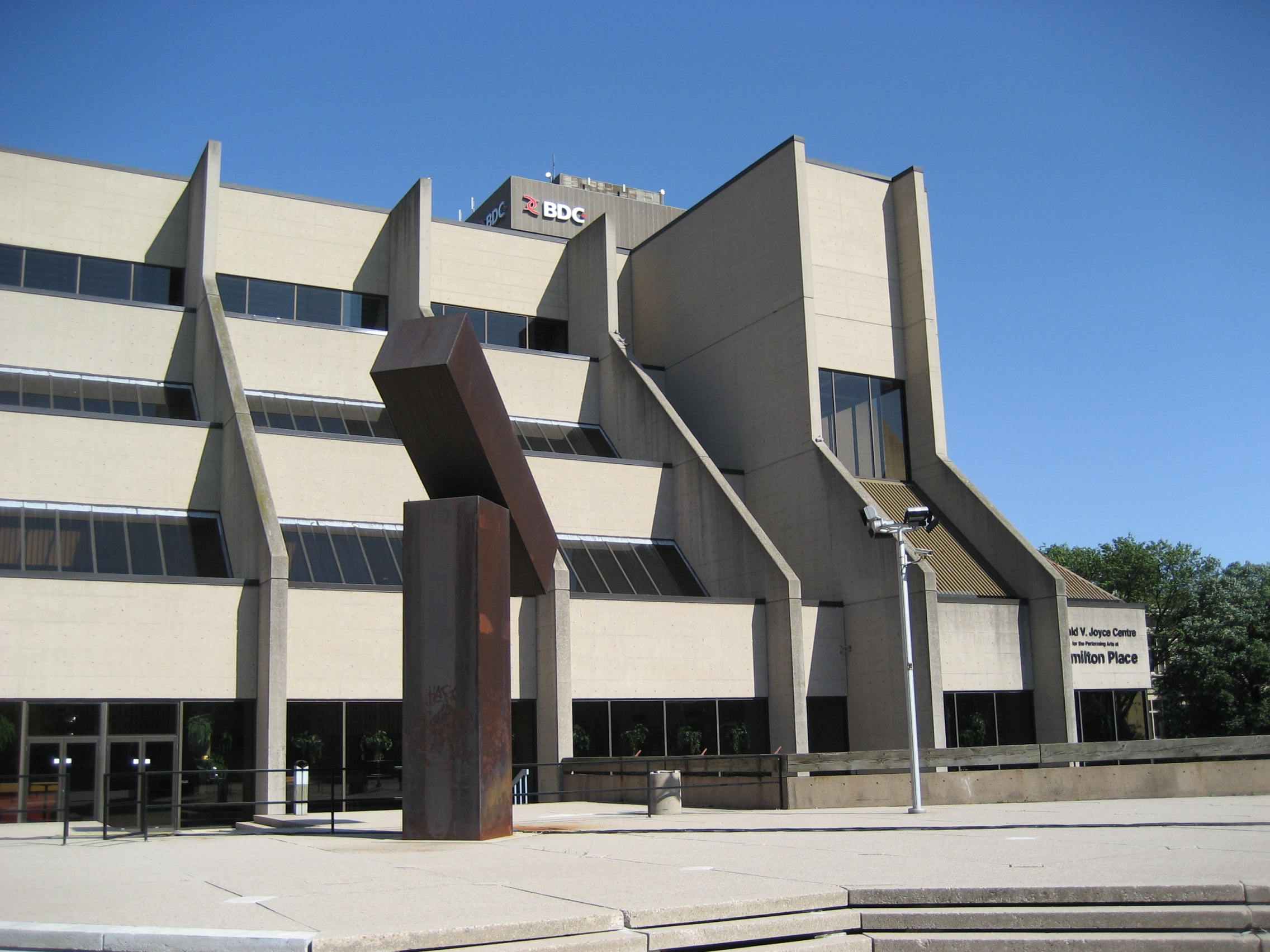
Canadac in Hamilton (Ontario)
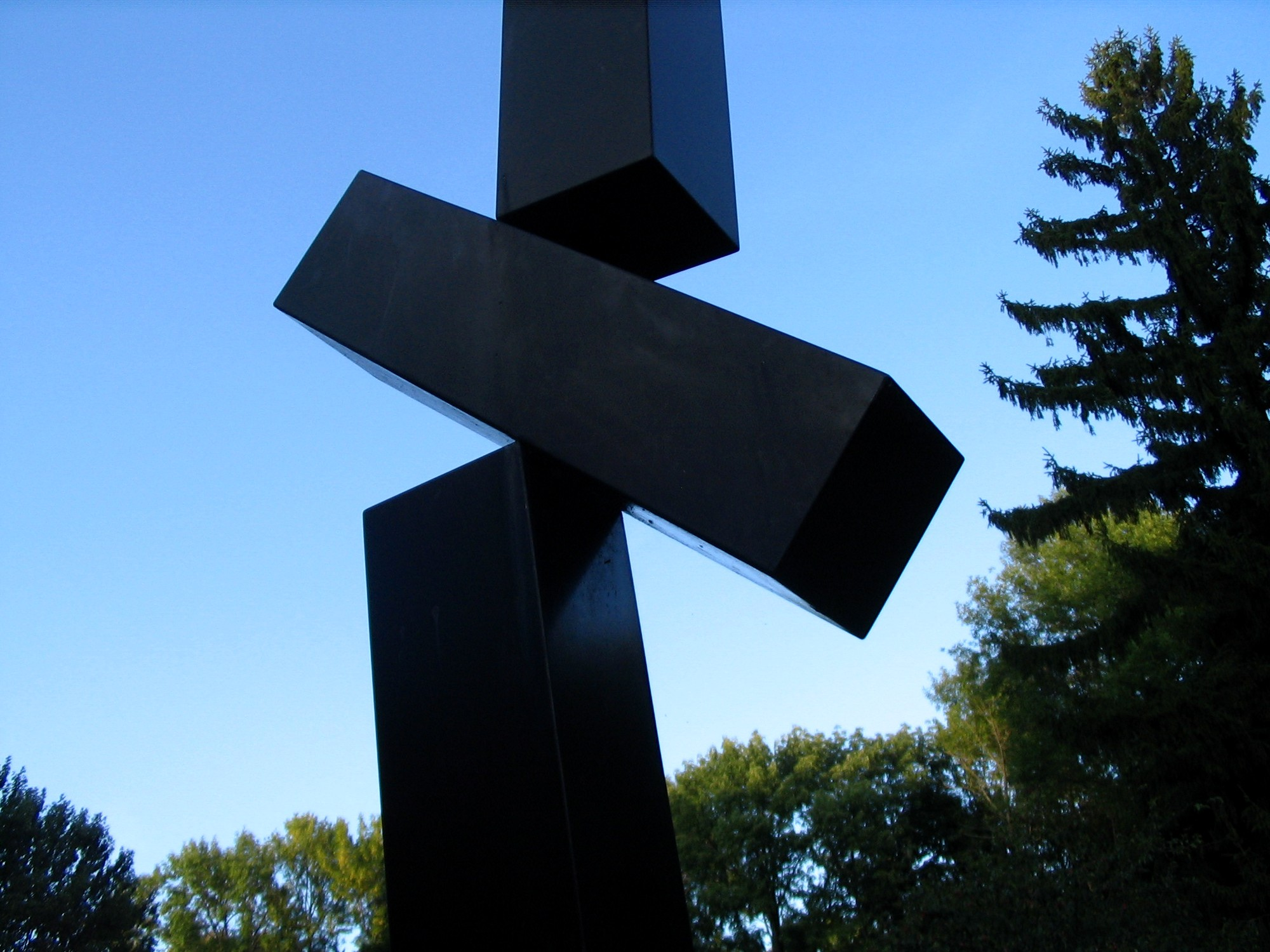
Solstice in Scarborough (Ontario)